# La Nef (cooperativa de serveis financers)
La Nef és una cooperativa francesa de finances solidàries. La seva seu social està situada a Vaulx-en-Velin (Alvèrnia-Roine-Alps). L'entitat finança bona part dels projectes ecològics i d'economia social i solidària que es desenvolupen a França però també els projectes que deriven de les teories antroposófiques com l'agricultura biodinàmica o les escoles Steiner-Waldorf. Acceptada des de 1988 com a entitat de dipòsits d'estalvi i per a proposar crèdits, avui està en procés de transformació per esdevenir una banca ética com les grans banques ètiques antroposófiques europees GLS Germeinschaftsbank a Alemanya i Triodos als Països-Baixos).

## Història

### L'associació
La Nef neix l'any 1978 com una entitat associativa. Els fundadors de La NEF (Nova Economia Fraternal) són Jean-Pierre Bideau (professor en una escola Steiner-Waldorf i president de la Federació de les escoles Steiner-Waldorf) i Henri Nouyrit (pare d'alumne a una escola Steiner-Waldorf i agricultor-criador). El projecte s'inspira en altres banques ètiques europees ja existents com GLS, fundada l'any 1974 a Alemanya o Triodos fundada l'any 1980 als Països-Baixos, i en el pensament econòmic i social de Rudolf Steiner: tant Bideau com Nouyrit estaven molt implicats amb el moviment antroposòfic. El seu primer i principal objectiu era el finançament de les escoles Steiner-Waldorf de nova creació o l'expansió a través de l'atribució de crèdits. Posteriorment l'associació ha diversificat la seva activitat.

### La societat financera
La llei bancària de 1984 obliga l'associació a canviar la seva forma jurídica. Així, l'any 1988 l'associació es constitueix en cooperativa de crèdit i Henri Nouyrit n'és el primer president. Al mateix temps, l'associació creada el 1978 prossegueix les activitats de donatiu. La primera seu social s'instal·la a Borbó-la Archambault (Alvèrnia).
A partir de 1993, a més a més de la gestió directa i autònoma de l'estalvi captat mitjançant els dipòsits a termini, un acord de col·laboració amb el Crèdit cooperatiu permet a la Nef d'accedir a l'oferta de comptes a la vista.

### Projecte de creació d'una banca
Per adquirir la seva plena independència La Nef umpulsa un projecte de creació d'una banca ètica cooperativa europea amb altres socis italians (Banca Popolare Etica) i espanyols (Fiare Banca Ètica). Aquests socis adopten un manifest l'any 2008 per a crear una banca ètica europea.
La falta de concreció del projecte europeu porta La Nef a replantejar la seva estragègia d'expansió. Els estatuts de la Nef es modifiquen a l'assemblea general extraordinària celebrada a Nantes el 24 de maig de 2014 per tal de preparar la seva transformació en una entitat financera de ple dret.
A l'abril 2015, l'Autoritat de control concedeix a la Nef la possibilitat d'ampliar progressivament les seves activitats.

### Altres projectes i cooperacions
D'altra banda, La Nef ha desenvolupat també les seves pròpies activitats de finances participatives a través d'internet: « Prêt de chez moi » l'any 2013 per als préstecs i "zeste.coop" l'any 2016 per als donatius.
Des de la seva creació l'any 2001, La Nef és membre de la Federació europea de les banques ètiques i alternatives (FEBEA) i de l'Associació internacional dels inversors en economia social (INAISE), totes dues amb seu a Brussel·les (Bèlgica).

## Valors

### Transparència
El principal valor defensat per la Nef és la transparència: cada any, els socis reben la llista integral i detallada dels préstecs concedits. Els inversors que decideixen posar els seus diners a la Nef tenen accés a tots els projectes finançats.
Aquesta concepció de la transparència es troba en un dels eslògans de la Nef: « Perquè els diners connectin amb els homes ». Aquest és el sentit que també té l'acrònim de la societat cooperativa: Nova Economia Fraternal, que fa referència directa a les anàlisis econòmiques de Rudolf Steiner.

### Ecologia
La Nef sosté des d'un inici projectes ecològics, sobretot d'agricultura biodinàmica (cap estudi científic ha pogut provar l'eficàcia d'aquest mètode) inspirada per Rudolf Steiner. El conjunt dels valors defensats per la Nef han atret molts ecologistes entre els nous socis, orientant així la política de crèdit cap a altres projectes ecològics allunyats del biodinamisme : agricultura biològica, magatzems bios, desenvolupament de les energies verdes o construcció ecològica. La Nef sosté sobretot projectes de Biocoop, Nous Robinson, Enercoop, Terre de Liens, etc.

### Cooperativa
La Nef té un funcionament cooperatiu. El seu principi és « una veu = un vot ».

## Dades econòmiques
| Any  | Nombre de membres (a 31 de desembre) | Nombre de préstecs desblocats | Import desblocat (milions €) |
| ---- | ------------------------------------ | ----------------------------- | ---------------------------- |
| 2004 | 11.315                               | 162                           | 7.95                         |
| 2005 | 13.873                               | 178                           | 9.1                          |
| 2006 | 16.259                               | 264                           | 13.9                         |
| 2007 | 18.949                               | 315                           | 19.7                         |
| 2008 | 21.467                               | 282                           | 22.0                         |
| 2009 | 24.469                               | 270                           | 21.3                         |
| 2010 | 27.135                               | 236                           | 16.5                         |
| 2011 | 30.170                               | 239                           | 20.2                         |
| 2012 | 32.574                               | 242                           | 36.2                         |
| 2013 | 33.466                               | 222                           | 23.5                         |
| 2014 | 35.900                               | 239                           | 21.5                         |
| 2015 | 37.131                               | 265                           | 26.0                         |
| 2016 | 37.979                               | 351                           | 33.4                         |